# 아사리역 (홋카이도)
아사리역(일본어: 朝里駅 아사리에키[*])은 일본 홋카이도 오타루시에 있는 홋카이도 여객철도 하코다테 본선의 철도역이다.

## 역 구조
2면 2선의 승강장이 있는 지상역으로, 예전에는 중선이 설치되어 있었으나 현재는 철거되었다. 1984년부터 무인역이 되었으며, 자동 발매기, 자동 개찰기, 승차역 증명서 발행기(상행만) 등이 설치되어 있다.

### 승강장
| 1 | ■ 하코다테 본선 | 오타루칫코 · 오타루 방면                         |
| 2 | ■ 하코다테 본선 | 삿포로 · 이와미자와 · 지토세 · 신치토세쿠코 방면 |

## 역 주변
북측으로는 이시카리 만의 해안가로 해수욕장이 있으며 남측은 주택지로 구성되어 있다.
- 아사리 우편국
- 오타루 시립 아사리 초등학교
- 오타루 시립 아사리 중학교

## 역사
- 1880년 11월 28일 - 관영 호로나이 철도의 역으로 개업.
- 1881년 10월 - 화물 취급 개시.
- 1883년 - 영업 중지.
- 1884년 - 영업 개시.
- 1889년 12월 11일 - 홋카이도 탄광 철도에 양도됨.
- 1906년 10월 1일 - 홋카이도 탄광 철도 국유화.
- 1974년 10월 1일 - 화물 취급 폐지.
- 1984년 2월 1일 - 수하물 취급 폐지.
- 1984년 3월 31일 - 무인화, 간이 위탁화.
- 1987년 4월 1일 - 일본국유철도 분할 민영화로 홋카이도 여객철도가 계승.
- 1999년 3월 11일 - 자동 발매기와 자동 개찰기 설치로 간이 위탁을 폐지하고 완전 무인화.
- 2007년 10월 - 역 번호 부여. S12.
- 2008년 10월 25일 - IC 카드(Kitaca)의 사용 개시.

## 인접한 역
| 홋카이도 여객철도 ■ 하코다테 본선 | 홋카이도 여객철도 ■ 하코다테 본선   | 홋카이도 여객철도 ■ 하코다테 본선                  |
| --------------------------------- | ----------------------------------- | -------------------------------------------------- |
| S13 오타루칫코 오타루 방면        | ● 구간쾌속 "이시카리 라이너" ● 보통 | S11 제니바코 삿포로 · 이와미자와 · 도마코마이 방면 |